# Бюлер, Александра Евстафьевна
Баронесса Александра Евстафьевна Бюлер (1784—1836), урождённая фон Пальменбах — русская аристократка, художница-любительница, дочь начальницы Смольного института.

## Биография
Отец — Евстафий Иванович Пальменбах, мать Елизавета Александровна (ур. Черкасова), внучка Бирона и начальница Смольного института. Там же училась и Александра вместе с сестрами Екатериной и Софией, окончив его с шифром в 1800 году.
Сохранился аттестат, выданный из Смольного монастыря, на пергаменте, Александре Евстафьевне Пальменбах:

Совет императорского общества благородных девиц сим свидетельствует

Пребывшая в сем обществе на двенадцатилетнем воспитании благородная девица Александра Астафьевна Палменбах, как в поведении приличном благовоспитанным, и в приобретении знаний, наук и рукоделий соответ-ственных ея полу, с касающимися до нужного домоводства упражнениями, своим вниманием и прилежанием достигла до отменного успеха, и прилагаемым о том попечением во время своего пребывания достойно воспользовалася: в рассуждении чего и удостоена при публичном собрании бывшем 1800-го года февраля 10 числа, всемилостивейше назначенного от ея императорского величества, знака отмены (отличия?) в обществе, изображаемого золотым вензеловым имянем ея величества, с дозволением навсегда оной носить на белой ленте с одной золотою полоскою в память приобретенного чрез воспитание ею достоинства. Что собственноручным совета общества благородных девиц г. начальницы и членов подъписанием утверждается, и с приложением большия сего общества печати при оном же совете сие дано в Санктпетербурге.

24 октября 1815 года вышла замуж за действительного тайного советника, сенатора, барона Андрея Яковлевича Бюлера (1763—1843), для которого это был второй брак. Венчание было в Петербурге в церкви Св. Двенадцати апостолов при Главном управлении почт и телеграфов, поручителями по жениху были барон П. А. Черкасов и П. Л. Батюшков; по невесте — В. М. Попов и М. М. Бакунин. Их дочь Елизавета (08.10.1816—14.11.1821; умерла от золотухи) и сын  Фёдор (1821—1896).
Похоронена рядом с матерью в Петербурге на Смоленском православном кладбище.

## Творчество

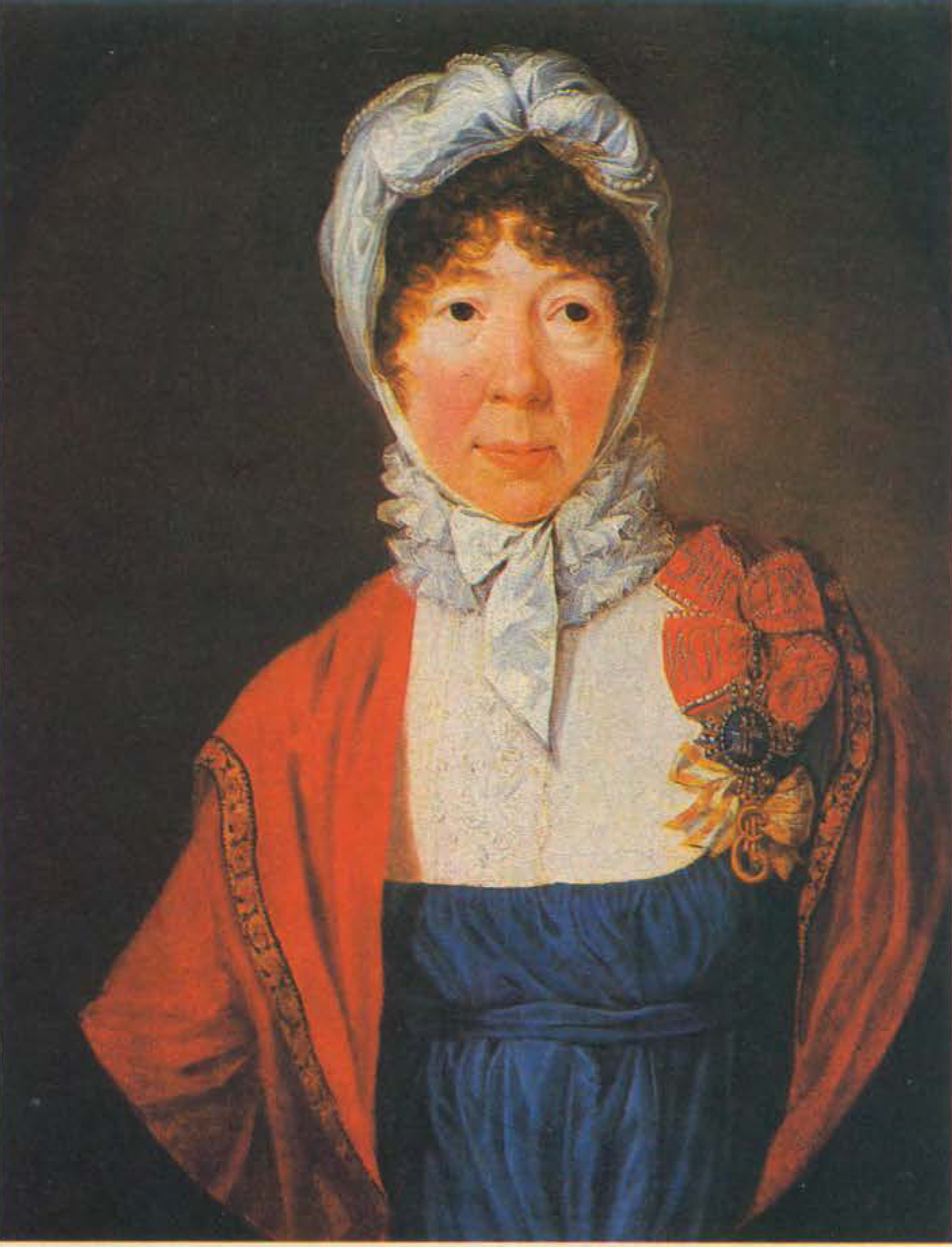
Портрет матери

Автопортрет и портрет матери находятся в Одесском художественном музее (куда влилась значительная коллекция картин семьи Бюлер; из одесского музейного фонда в 1929 году). Две эти работы экспонировались на Исторической выставке портретов лиц XVI—XVIII веков в Петербурге 1870 года.